# کربرنن
کربرنن (به فرانسوی: Corberon) یک کمون در فرانسه با جمعیت ۴۲۳ نفر است که در Canton of Seurre واقع شده‌است.